# Ukta
Ukta (dawniej Stara Ukta, niem. Alt Ukta) – wieś mazurska w Polsce, w sołectwie Ukta, położona w województwie warmińsko-mazurskim, w powiecie piskim, w gminie Ruciane-Nida nad Krutynią i przy skrzyżowaniu drogi wojewódzkiej nr 609 z drogą wojewódzką nr 610. Do 1954 r. siedziba gminy Ukta. W latach 1975–1998 miejscowość administracyjnie należała do województwa suwalskiego.
Wieś leży w Puszczy Piskiej nad rzeką Krutynią. Obecnie jest tu przystanek PKS, stanica wodna, sklepy i ośrodki wypoczynkowe, a także szkoła podstawowa. Na terenie wsi działalność duszpasterską prowadzi parafia rzymskokatolicka – kościół pw. Podwyższenia Krzyża Świętego w Ukcie oraz filia Kościoła Ewangelicko-Augsburskiego.

## Historia
O obecności człowieka w okolicy Ukty i Wojnowa świadczą nieliczne znaleziska archeologiczne, najstarszymi – liczącymi ok. 13 tysięcy lat – są toporki wykonane z poroża renifera, charakterystyczne dla kultury Lyngby związanej z łowcami reniferów prowadzącymi koczowniczy tryb życia. Galindzkie cmentarzysko ciałopalne z licznymi urnami i bronią odkryto w oddalonym o 2 kilometry Zameczku – gdzie miała się znajdować budowla obronna, która nazywała się Jebour.
Na położonym 2 kilometry na południe wzgórzu zwanym Zameczkiem podczas prowadzonych wykopalisk archeologicznych znaleziono urny z prochami z czasów przedhistorycznych. 
Początki nowożytnej osady nie są dokładnie znane, w literaturze przedmiotu podaje się, że powstała ok. 1753 r., a prawdopodobnie wcześniej. 3 kwietnia 1753 r. mistrz szklarski Gregorovius (vel Grzegorzewski) otrzymał prawo budowy i dzierżawy królewskiej szklarni – Kruttingsche (vel Kruttinger) Glaßshütte, tj. Szklarni Krutyńskiej. Po śmierci Gregoroviusa dzierżawę 22 sierpnia 1756 r. za zgodą króla otrzymał Andreas von Ucklanski (Andrzej Uklański), który w 1766 r. zaprzestał wytopu szkła ze względu na brak drewna niezbędnego do produkcji potażu. 
Po zlikwidowanej hucie na lewym brzegu rzeki, w pobliżu mostu nad Krutynią, powstało osiedle robotników nazwane Szklarnia Krutyńska (Kruttingsche Glashütte) lub Skliarnia. Była to kolonia drwali-flisaków nad Krutynią (Fluß- Holz-Schläger-Etablissement am Fluß Kruttingen) licząca 22 dymy, należąca do urzędu domenialnego Śmietki (Domänen-Amt Schnitken), w parafii Nawiady (Aweyden), pod zwierzchnictwem króla. W 1818 r. osada liczyła 30 dymów i 299 dusz.
W początku XIX w. nazwa osady została zmieniona na Ukta (później Alt Ukta), a nazwa „Ukta alias Kruttinger Glashütte” widnieje już m.in. na dokumencie z 10.08.1811 r., a także wielu innych urzędowych pismach i dokumentach, i była pisana w kilku wersjach (Huckta, Uckta, Ukta). Etymologia nazwy jest nieustalona, ale na podstawie licznych dokumentów można przypuszczać, że pochodzi od przekształconej pierwotnej niemieckiej nazwy osady: Glashütte → (Hütte) → (Huta) → (Hutka) → Huckta → Uckta → Ukta.
W ostatnich latach XVIII w. na zachodnim brzegu rzeki Krutyni istniała Szklarnia Krutyńska – na mapie Kruttinger Glaßshütte, na wschodnim brzegu rzeki Johannis Krug (jej spolszczona nazwa Janowo). Ukta powstała z połączenia Szklarni Krutyńskiej oraz osady Johanniskrug (Janowo) założonej na prawym brzeg rzeki, przy karczmie, którą w 1693 r. założył Johann Prejawa (Jan Przejawa – od imienia którego nazwano osadę). 

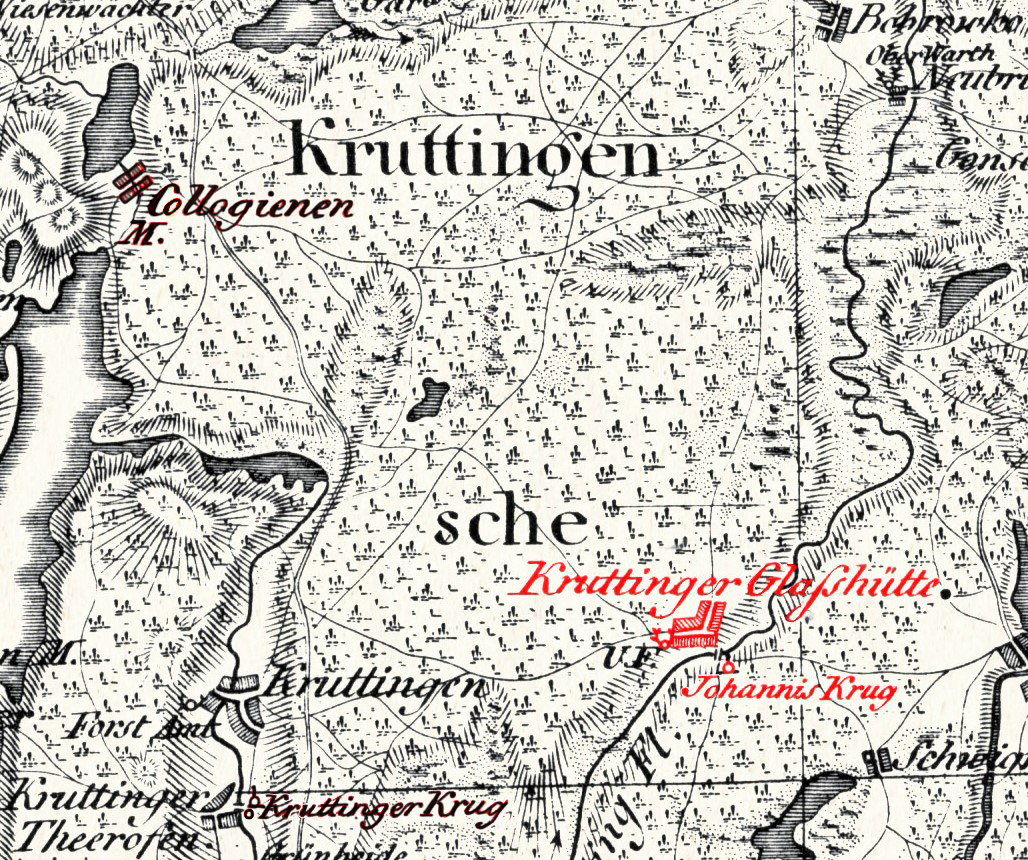
W ostatnich latach XVIII w. na zachodnim brzegu rzeki Krutyni istniała Szklarnia Krutyńska – na mapie Kruttinger Glaßshütte, na wschodnim brzegu rzeki Johannis Krug (jej spolszczona nazwa Janowo).

Ok. 1800 r. we wsi została założona szkoła elementarna, w której do 1870 r. dzieci uczyły się w języku polskim. W 1818 r. uczęszczało do niej 41 uczniów, a w 1884 r. było ich już aż 182 – szkoła mieściła się wówczas w nowym, okazałym piętrowym budynku, w którym trzech nauczycieli uczyło w klasach liczących 56, 47 i 79 dzieci, w 1935 r. było 219 uczniów. W 1846 r. w Ukcie utworzono parafię ewangelicką, a 4 września 1864 r. konsekrowano neogotycki kościół wybudowany pod patronatem króla Wilhelma I Hohenzollerna.     
Dzięki otwarciu we wrześniu 1898 r. linii kolejowej Czerwonka–Mrągowo–Piecki–Krutyń–Ruciane Ukta zyskała połączenie z pobliskimi miastami powiatowymi, ale także z linią Berlin–Insterburg, co spowodowało ożywienie gospodarcze powiatu mrągowskiego, a Ukta szybko stała się lokalnym centrum dla wsi położonych wokół niej - rozwijało się przetwórstwo drewna – były tartaki i fabryka zapałek.
Podczas I wojny światowej do Ukty 26 sierpnia 1914 r. wkroczyły wojska rosyjskie, skąd ruszyły do Mrągowa; większość przez Piecki, cześć przez Mikołajki, a 30 sierpnia wycofały się w popłochu w stronę Pisza. W trakcie tego krótkiego epizodu w walkach na froncie zginęło kilku mieszkańców wsi, których upamiętniono budową pomnika przy kościele.                                                                                                                                                                                                                                                                              
Pod koniec lat 30. XX wieku we wsi (w 1939 roku liczyła 1274 mieszkańców) działało kilka hoteli i restauracji – m.in. innymi Hotel zum Burggrafen Emila Kewitza (wcześniej Gasthaus Friedrich Schwandt) oraz gospoda Johannis Krug, kilka większych i mniejszych sklepów, w tym założony w 1878 r. przez pochodzące z Mrągowa żydowskie małżeństwo Dawida i Johanne Schlochauer wielobranżowy Kaufhaus Schlochauer (potem Kaufhaus Natkowski i Gorontzi), delikatesy Kolonialwaren Karl Caspar, sklep mięsny Fleischerei Trox oraz piekarnia Timnick, była apteka i drogeria należąca do Apothekerin Magda Müller, kasa oszczędnościowa, stacja pocztowa i benzynowa, rozlewania piwa, młyn Mühlenwerke Alt Ukta Hoßmann & Weiß, liczne warsztaty rzemieślnicze – krawieckie, szewskie, fryzjerskie, zegarmistrz i jubiler. 
W czasie II wojny światowej w Ukcie znajdował się niemiecki obóz pracy przymusowej, w którym przebywali więźniowie różnych narodowości (w tym Polacy). 
27 stycznia 1945 r. Armia Czerwona zdobyła Ruciane, Nidę i okoliczne wioski, w tym Uktę, a następnie Rosjanie rozebrali linię kolejową wraz z tzw. żelaznym mostem. Od 1945 do 1954 r. Ukta była siedzibą gminy wiejskiej (w powiecie mrągowskim), obejmującej 18 sołectw. We wsi był posterunek milicji, szkoła, poczta, ośrodek zdrowia, liczne sklepy i kino, jednak wraz z rozwojem Rucianego-Nidy znaczenie wsi stopniowo malało.

## Kościół Podwyższenia Krzyża Świętego

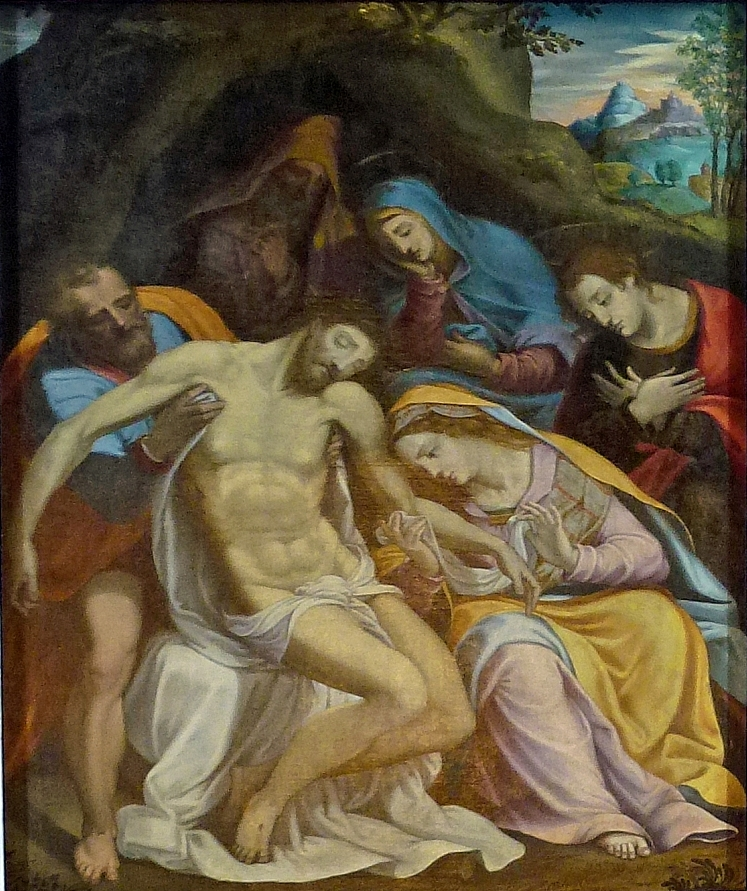
Opłakiwanie Chrystusa; obraz w kościele Podwyższenia Krzyża Świętego w Ukcie przypisywany Girolamowi Muzianowi

Kościół Podwyższenia Krzyża Świętego w Ukcie z ok. 1845 r. z neogotyckim ołtarzem głównym z obrazem Opłakiwanie Chrystusa z 2 poł. XVI w. Girolamo Muziano.
Do kościoła neleży też drewniana dzwonnica kościelna z dwoma dzwonami z 1846 r.

## Inne zabytki
- W Ukcie znajduje się kościół zboru ewangelicko-augsburskiego
- Aleja lipowa z pomnikowymi drzewami o obwodzie 2–4 m
- Ruiny mostu kolejowego na dawnej linii Mrągowo-Ruciane-Nida[25]